# Stoorzender

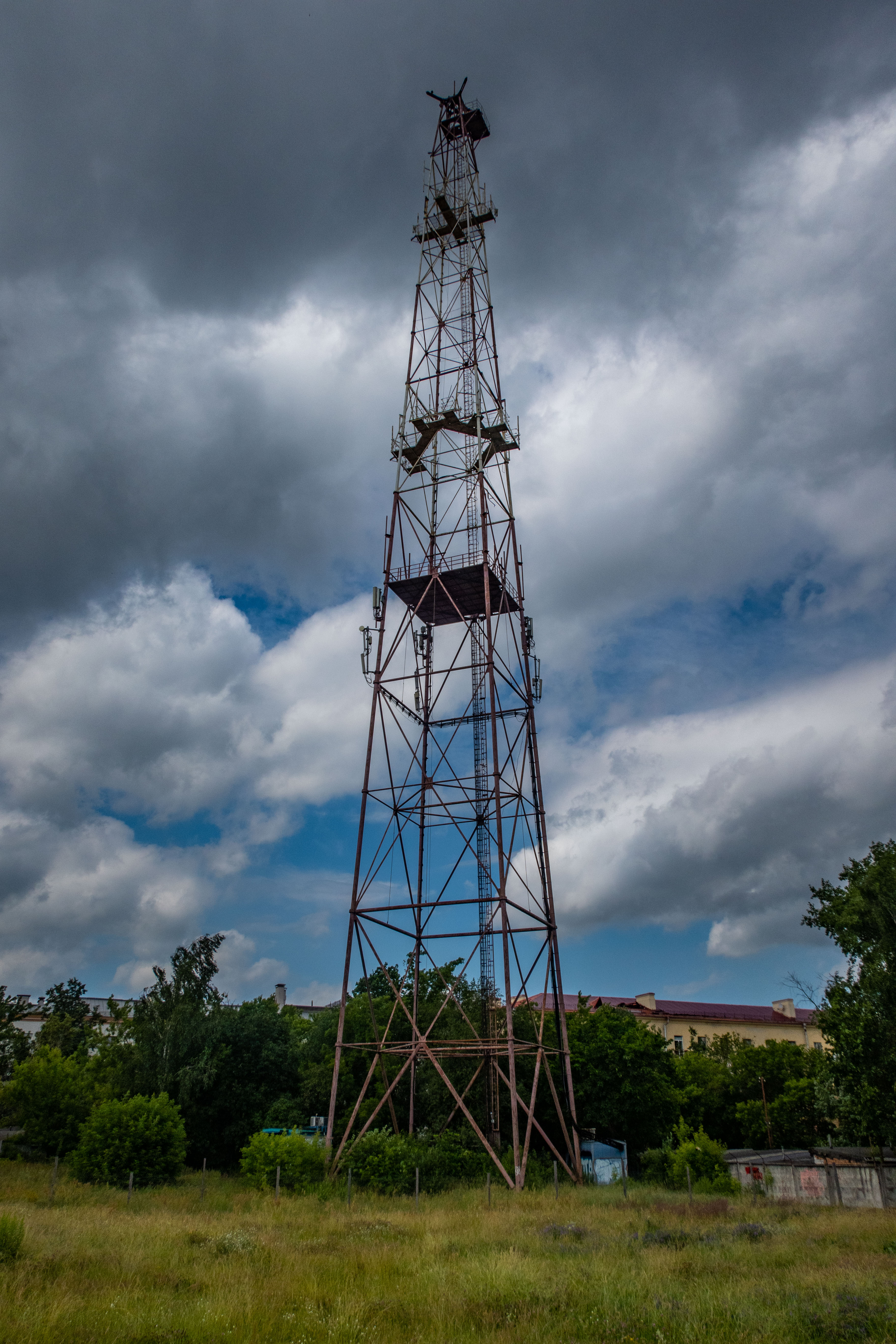
Mast te Minsk van stoorzender uit Sovjet-tijd

Een stoorzender is een radiozender die gebruikt wordt om de ontvangst van een andere, niet gewenste, zender te verstoren. De stoorzender zendt op dezelfde frequentie uit als de radiozender die gestoord moet worden.

## Tweede Wereldoorlog
Stoorzenders werden in de oorlogsjaren 1940/45 gebruikt door de Duitsers om het ontvangen van radioberichten van onder meer de BBC-radio (een zeer geliefde bron om nieuws te horen van de andere zijde) te verhinderen. Luisteren naar de BBC was tijdens de bezetting verboden.
Ook het verzet gebruikte stoorzenders om de communicatie van de Duitse bezetting te ondermijnen.

## Koude oorlog
Tijdens de Koude Oorlog werd ook veel gebruikgemaakt van stoorzenders. Dit gebeurde niet alleen in het Oostblok maar ook in het westen. Nadat Duitsland na de oorlog in twee delen werd verdeeld, werden stoorzenders gebruikt om het luisteraars moeilijker te maken om naar zenders van de andere kant te luisteren. De Sovjet-Unie gebruikte ook regelmatig stoorzenders. Desondanks verzonnen luisteraars allerlei manieren om onder de storing uit te komen, zoals antennes die richtbaar waren en daardoor de storing blokkeerden maar de zender zelf wel doorlieten.
Ook binnen de westerse landen werden stoorzenders gebruikt. In het jaar 1970 gebruikte de Engelse regering een stoorzender om de uitzendingen van Radio Noordzee Internationaal te beletten. RNI maakte namelijk propraganda voor de conservatieven in het Verenigd Koninkrijk tijdens hun verkiezingscampagne. Door het plaatsen van een stoorzender op dezelfde golflengte als de zender van het zendschip was een fluittoon te horen zodat de luisteraars de uitzendingen niet meer konden ontvangen.

## Heden
De hoogtijdagen van stoorzenders zijn voorbij, maar desondanks zijn in sommige politiek gespannen gebieden nog steeds zenders actief. De Volksrepubliek China gebruikt nog af en toe stoorzenders, en ook in Iran zijn nog zenders te vinden die kortegolf- en satellietontvangst verstoren. De beide Korea's storen nog altijd regelmatig elkaars zenders.

### Drone-oorlog
In gevechten waarbij drones worden ingezet, proberen de strijdende partijen het stuursignaal van elkaars drones te doorbreken via “jamming” met stoorzenders.